# Élections législatives de 1986 dans les Côtes-du-Nord
Les élections législatives françaises de 1986 ont lieu le 16 mars 1986. Dans le département des Côtes-du-Nord, cinq députés sont à élire dans le cadre d'un scrutin proportionnel par liste départementale à un seul tour.

## Élus
| Député élu        | Parti | Parti     |
| ----------------- | ----- | --------- |
| Charles Josselin  |       | PS        |
| Didier Chouat     |       | PS        |
| Sébastien Couëpel |       | UDF (CDS) |
| René Benoît       |       | UDF (PR)  |
| Bertrand Cousin   |       | RPR       |

## Positionnement des partis
Huit listes sont en présence dans le département des Côtes-du-Nord.
Sous l'appellation « Pour une majorité de progrès avec le président de la République », la liste de la majorité socialiste sortante est conduite par Charles Josselin, maire de Pleslin-Trigavou, président du conseil général (élu dans le canton de Ploubalay) et secrétaire d'État chargé des Transports du gouvernement Fabius. Figurent aussi Didier Chouat, député sortant de la 3e circonscription et conseiller général de Loudéac, Yves Dollo, député sortant de la 1re circonscription et premier adjoint au maire de Saint-Brieuc, et le député-maire de Guingamp Maurice Briand. Celle du Parti communiste est dirigée par Félix Leyzour, conseiller régional, conseiller général et maire de Callac.
L'opposition de droite part quant à elle divisée puisque l'Union pour la démocratie française et le Rassemblement pour la République présentent des listes séparées. Celle de l'UDF, appelée « Union départementale de l'opposition », est emmenée par le CDS Sébastien Couëpel, maire d’Andel, conseiller général de Lamballe et ancien député de la circonscription de Saint-Brieuc, tandis que celle du RPR et du CNIP, intitulée « Union de l'opposition pour le renouveau », est conduite par Bertrand Cousin. Sur la première liste, on remarque la présence du maire de Dinan et ancien député René Benoît et du maire de Lannion Yves Nédélec et sur la seconde, du maire de Lamballe Fernand Labbé.
Enfin, la liste dite de « Rassemblement national » du Front national est dirigée par Pierre d'Herbais, l'extrême gauche est représentée par Lutte ouvrière (Martial Collet) et le Mouvement pour un parti des travailleurs (Édouard Le Moigne), et « Initiative 86 - Entreprendre et réussir la France de l'an 2000 », liste sans étiquette mais classée divers droite, est emmenée par M. Depays.

## Résultats

### Résultats à l'échelle du département
| Liste Parti politique | Liste Parti politique                                                                              | Tête de liste     | Tour unique | Tour unique | Sièges |
| Liste Parti politique | Liste Parti politique                                                                              | Tête de liste     | Voix        | %           | Sièges |
| --------------------- | -------------------------------------------------------------------------------------------------- | ----------------- | ----------- | ----------- | ------ |
|                       | Pour une majorité de progrès avec le président de la République Parti socialiste                   | Charles Josselin  | 122 955     | 37,87       | 2      |
|                       | Union départementale de l'opposition Union pour la démocratie française (CDS - PR)                 | Sébastien Couëpel | 82 638      | 25,45       | 2      |
|                       | Union de l'opposition pour le renouveau Rassemblement pour la République (CNIP)                    | Bertrand Cousin   | 60 075      | 18,50       | 1      |
|                       | Parti communiste français                                                                          | Félix Leyzour     | 37 770      | 11,63       | 0      |
|                       | Rassemblement national Front national                                                              | Pierre d'Herbais  | 12 585      | 3,87        | 0      |
|                       | Lutte ouvrière                                                                                     | Martial Collet    | 5 459       | 1,68        | 0      |
|                       | Mouvement pour un parti des travailleurs Extrême gauche (Mouvement pour un parti des travailleurs) | Édouard Le Moigne | 1 907       | 0,59        | 0      |
|                       | Initiative 86 - Entreprendre et réussir la France de l'an 2000 Sans étiquette                      | Alain Depays      | 1 268       | 0,39        | 0      |
|                       | |                   |             |             |        |
| Inscrits              | Inscrits                                                                                           | Inscrits          | 409 945     | 100,00      | 5      |
| Abstentions           | Abstentions                                                                                        | Abstentions       | 67 654      | 16,50       |        |
| Votants               | Votants                                                                                            | Votants           | 342 291     | 83,50       |        |
| Blancs et nuls        | Blancs et nuls                                                                                     | Blancs et nuls    | 17 634      | 5,15        |        |
| Exprimés              | Exprimés                                                                                           | Exprimés          | 324 657     | 94,85       |        |

### Listes complètes en présence
| Liste Étiquette politique (partis et alliances) | Liste Étiquette politique (partis et alliances)                                                                             | Candidats (et remplaçants éventuels) |
| ----------------------------------------------- | --- | --- |
|                                                 | Pour une majorité de progrès avec le président de la République Parti socialiste                                            | 1. Charles Josselin 2. Didier Chouat 3. Yves Dollo 4. Maurice Briand 5. Alain Gouriou ————————————6. Marie-Claire Bourges 7. Louis Conan                                                    |
|                                                 | Union départementale de l'opposition Union pour la démocratie française (Centre des démocrates sociaux - Parti républicain) | 1. Sébastien Couëpel (CDS) 2. René Benoît (PR) 3. Yves Nédélec (Gaull.) 4. Yvon Le Moigne (CDS) 5. Bernard Sohier (CDS) ————————————6. Bruno Joncour (Gaull.) 7. Christian Le Riguier (CDS) |
|                                                 | Union de l'opposition pour le renouveau Rassemblement pour la République - Centre national des indépendants                 | 1. Bertrand Cousin (RPR) 2. Aimé Belz (RPR) 3. François Thomas 4. Daniel Pennec (RPR) 5. Jacques Guivarc'h ————————————6. Marie Hermanche 7. Fernand Labbé (RPR)                            |
|                                                 | Liste présentée par le Parti communiste français Parti communiste français                                                  | 1. Félix Leyzour 2. Jean-Guy Le Bère 3. Francis Cadoudal 4. Christiane Nennot 5. Yvon Renault ————————————6. Denis Briens 7. Yves Ballini                                                   |
|                                                 | Rassemblement national Front national                                                                                       | 1. Pierre d'Herbais 2. Yves Aubert 3. Fanny Farge 4. Jean-Claude Bourva 5. Yves Pageot ————————————6. Marcel Guichard 7. Daniel Bergeron                                                    |
|                                                 | Lutte ouvrière | 1. Martial Collet 2. Alain Le Fol 3. Yvette Bouisserin 4. Jacques Piro 5. Ghyslaine Van den Berghe ————————————6. Philippe Guéguen 7. Anne Deltheil                                         |
|                                                 | Mouvement pour un parti des travailleurs                                                                                    | 1. Édouard Le Moigne 2. Régis Pochon 3. Denise Philippot 4. Hervé Denis 5. Serge Senotier ————————————6. Thierry Malfroy 7. Charles Morgand                                                 |
|                                                 | Initiative 86 - Entreprendre et réussir la France de l'an 2000 Sans étiquette                                               | 1. Alain Depays 2. Annie Tardivel 3. Alain Lainé 4. Maryline Courcoux 5. Joseph Robert ————————————6. Pierre Simon 7. Yannick Meloux                                                        |